# Minettia atrata
Minettia atrata är en tvåvingeart som först beskrevs av Meijere 1910.  Minettia atrata ingår i släktet Minettia och familjen lövflugor. Inga underarter finns listade i Catalogue of Life.